# Tunnel van Sclaigneaux
De tunnel van Sclaigneaux is een spoortunnel in Seilles, een deelgemeente van Andenne. De tunnel heeft een lengte van 225 meter. De dubbelsporige spoorlijn 125 gaat door deze tunnel.